# Superstar (Lupe Fiasco)
Superstar è una canzone del rapper Lupe Fiasco, con la collaborazione di Matthew Santos. È il primo singolo ad essere estratto dall'album The Cool. Il singolo in versione digitale è uscito su iTunes il 25 settembre 2007 insieme ad un remix di "Dumb It Down".
Il CD contenente il brano è stato pubblicato invece il 22 febbraio 2008.
Il 5 novembre 2007 è uscito il videoclip ufficiale, diretto da Hype Williams.

## Tracce
1. Superstar  4:00
2. Dumb It Down (Live From Chicago) - Lupe Fiasco feat. Gemstones and Graham Burris 3:33
3. Kick Push (Live From Chicago) - Lupe Fiasco - 4:46
4. Superstar (Video)

## Classifiche
| Chart (2007/2008)                    | Peak position |
| ------------------------------------ | ------------- |
| Australian ARIA Singles Chart        | 32            |
| Croatian Singles Chart               | 1             |
| German Singles Chart                 | 39            |
| Irish Singles Charts                 | 1             |
| Malta Singles Airplay Chart          | 2             |
| Polish Singles Chart                 | 61            |
| Thailand Singles Chart               | 13            |
| Turkish Top 20 Chart                 | 4             |
| UK Singles Chart                     | 4             |
| U.S. Billboard Hot Rap Tracks        | 3             |
| U.S. Billboard Hot 100               | 10            |
| U.S. Billboard Hot R&B/Hip-Hop Songs | 19            |
| U.S. Billboard Pop 100               | 13            |